# 小行星6113
小行星6113（英語：6113 Tsap）是一颗围绕太阳公转的小行星。1982年9月16日，柳德米拉·切爾尼赫在克里米亚发现了此天体。
这颗小行星的绝对星等为351.78647等。